# Nightmare in A-Minor
Nightmare In A-Minor è il terzo e l'ultimo album studio del gruppo horrorcore hip hop Gravediggaz, uscito il 9 aprile 2002.
In questo periodo, RZA e Prince Paul hanno già lasciato il gruppo, mentre Too Poetic è già morto da un anno a causa di un cancro al colon.
L'album è realizzato in 3 differenti versioni. Sei tracce di quest'album compariranno nella compilation "6 Feet Under", sotto differenti titoli.

## Tracce
1. "Mike Check Intro: Prince Paul (Skit)" – 0:37
2. "Bloodshed" – 4:48
3. "False Things Must Perish" – 4:21
4. "Last Man Standing (Skit)" – 2:17
5. "Killing Fieldz" – 3:47
6. "Burn Baby Burn" – 4:23
7. "Wanna Break" – 4:02
8. "God-Vs-Devil" – 2:15
9. "Zig Zag Chamber" – 4:13
10. "Today's Mathematics" – 4:34
11. "Running Game on Real" – 3:56
12. "East Coast-Vs-West Coast (Skit)" – 0:22
13. "Rest in da East" – 4:16
14. "Guard Ya Shrine" – 2:15
15. "Nightmare in A-Minor" – 4:31
16. "End of da World" – 3:22
17. "Man Only Fears" – 3:56
18. "Universal Shout Outs (Skit)" – 2:47
19. "Da Crazies (Skit)" – 0:48